# Kadov (tvrz)
Kadov je tvrz přestavěná na sýpku ve stejnojmenné obci v okrese Strakonice. Tvrz sloužila od čtrnáctého do sedmnáctého století jako panské sídlo a správní centrum malého panství. V sedmnáctém století bylo panství připojeno ke Lnářům a koncem osmnáctého století byla tvrz přestavěna na sýpku. Areál tvrze je chráněn jako kulturní památka.

## Historie
Panské sídlo v podobě dřevěné tvrze chráněné příkopem v Kadově stálo už ve čtrnáctém století. Jeho majitelem byl Racek ze Žihobec připomínaný roku 1362 jako patron kostela svatého Václava. Patřil k vladyckému rodu Řesanských z Kadova, kteří používali stejné erbovní znamení – kolo – jako Kocové z Dobrše. Po Rackovi jsou zmiňováni Vintíř a Jaroslav z Kadova, z nichž první byl patronem kostela ještě roku 1380. Po něm majetek přešel na Jana Šelmberka z Kadova, který zemřel před rokem 1395 a zůstala po něm vdova a nezletilé děti. Jedním z dětí byl možná Vintíř, který v letech 1418–1420 zastával funkci purkrabího ve Lnářích. Podle Augusta Sedláčka byl nejspíše posledním příslušníkem rodu, který sídlil v Kadově. Karel Tříska uvádí ještě Přibíka z Kadova, který podle pověsti svým výstřelem oslepil Jana Žižku při obléhání hradu Rabí.
Dalšími známými majiteli kadovského statku byl Bohuslav z Lukavice připomínaný v letech 1447–1461 a roku 1517 Petr Osecký z Brloha. Někdy ve druhé polovině patnáctého století ve vsi žila Ofka z Kladrubec pochovaná ve zdejším kostele. Roku 1527 Kadov získal Bušek Záborský z Brloha. Zastával úřad krumlovského purkrabího a roku 1543 si nechal Kadov a Záboří zapsat do obnovených desk zemských. Záboří potom patřilo ke Kadovu až do roku 1633.
Buškovým nástupcem byl Jan Záborský, který zemřel roku 1564 a pohřben byl v sousedním kostele svatého Václava. V držení statku následovali Alexander Záborský († 1591), Jindřich Záborský zmiňovaný roku 1596 a po něm se o panství dělili bratři Albrecht a Ladislav Záborští. Ti nechali starou tvrz přestavět v renesančním slohu. Za účast na stavovském povstání v letech 1618–1620 byli roku 1624 souzeni konfiskační komisí, ale byli osvobozeni a Kadov jim zůstal. Kadovský statek byl od roku 1613 rozdělen na poloviny, z nichž jedna patřila k Bratronicím a od roku 1616 k Poli. Albrechtovu část získala Kateřina Vratislavová z Mitrovic, ale roku 1635 ji prodala rytíři Albrechtu Benedovi z Nečtin. Od něj ji vzápětí koupil Ladislav Záborský, který už od roku 1633 vlastnil celou tvrz, a stal se tak jediným majitelem Kadova.

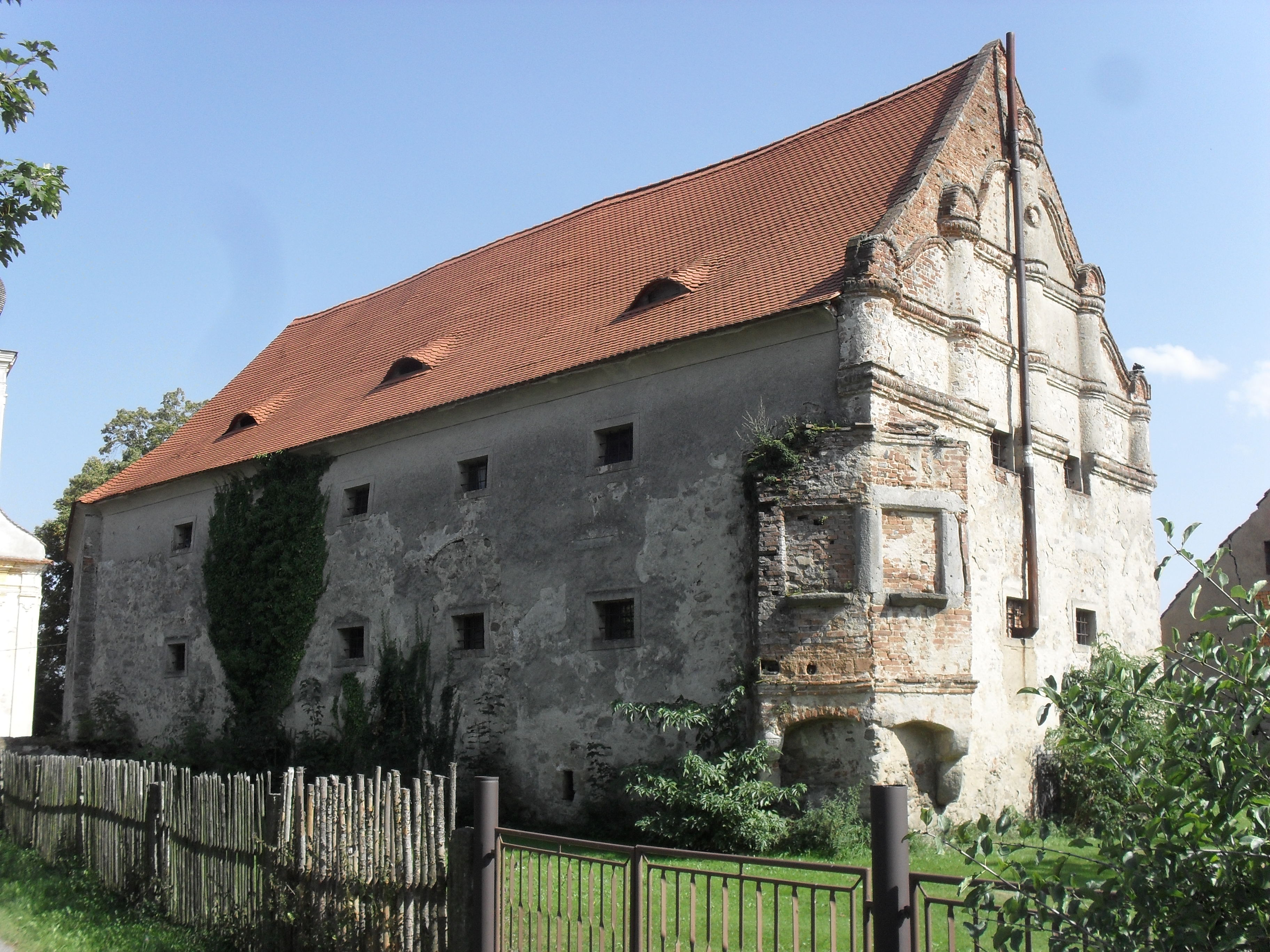
Renesanční štít a arkýř v severozápadním nároží severního křídla

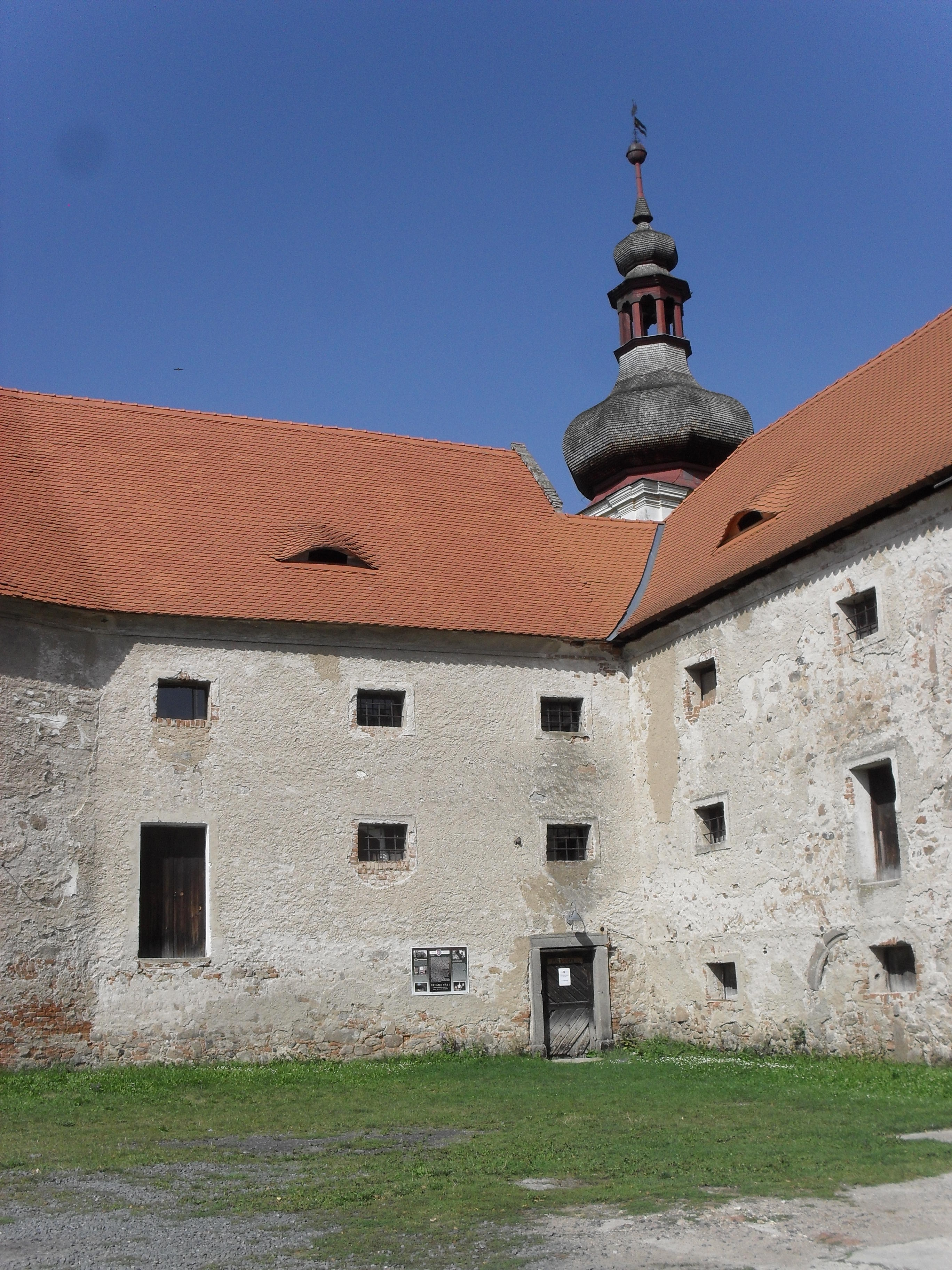
Nádvoří s patrným zazděným portálem

Ladislavovým dědicem byl Václav Záborský z Brloha, který statek roku 1650 prodal Janu Měsíčkovi z Výškova, který ve své závěti Kadov rozdělil na čtyři díly, z nichž tři zdědil syn Karel Měsíček a jeden připadl vdově Dorotě Horčicové z Prostého. Dorota brzy poté zemřela, a Karlovi tak zůstal celý statek. Trvalo ještě dlouho než dosáhl zletilosti, ale roku 1670 Kadov prodal hraběnce Kateřině Khuenové z Belasy, která jej vlastnila až do své smrti v roce 1674. Její manžel František Eusebius Khuen z Belasy poté Kadov roku 1677 prodal Jiřímu Vojtěchu Janovskému z Janovic. Kadov od té doby patřil k Bezděkovu. Další majitelkou se o dva roky později stala Maximilána Františka Vratislavová z Mitrovic, rozená Kocová z Dobrše a roku 1682 Tomáš Černín z Chudenic, který Kadov připojil ke lnářskému panství. V osmnáctém století byla nepotřebná tvrz přestavěna na sýpku.
Ve druhé polovině dvacátého století areál tvrze využívalo místní jednotné zemědělské družstvo.

## Stavební podoba
V dochované podobě je tvrz třípodlažní budova tvořená východním a severním křídlem. Do budovy se vchází po schodišti zaklenutém plackovými klenbami, které byly postavené při přepatrování budovy během přestavby na sýpku koncem osmnáctého století. Nejstarší částí je východní trakt s obdélným půdorysem a polovalbovou střechou s větracími otvory ve tvaru volského oka. Budova má hladké fasády ukončené na delších stranách fabionovou římsou. V nádvorním průčelí se je patrný zazděný půlkruhový portál, nad nímž se nachází sedlový portál.
Severní křídlo je podle Karla Třísky gotického původu a směrem na západ na něj navazuje šikmo přistavěné renesanční křídlo s hranolovým arkýřem na krakorcích v severozápadním nároží. Podle Památkového katalogu bylo postaveno v pozdním středověku v prostoru původního příkopu. Mohutné krakorce pod arkýřem jsou znakem doznívajícího vlivu gotiky. Cenou částí budovy jsou trojúhelníkové štíty s masivními polosloupy a členěné zvlněnými římsami. Obrys štítů je zvlněný, ale původně měl volutový tvar. Fasády jsou členěný sýpkovými okny a na jižní straně se dochovaly náznaky psaníčkových sgrafit ze šestnáctého století.